# Bertran de Garrigues
Bertran de Garrigues (Garrigues, Gard, final del segle xii - Abadia de Boschet, Droma, 18 d'abril de 1230) fou un frare dominic, un dels primers seguidors de Domènec de Guzmán. És venerat com a beat per l'Església catòlica.

## Biografia
Bertrand havia nascut a Garrigues, prop de Nimes (Gard). Alguns autors, com J. P. Isnard, diuen, però, que havia nascut a Garrigues, llogarret de la Droma, on la tradició local localitza les ruïnes de la seva casa pairal. Atret per la predicació i el projecte de Domènec de Guzmán, que volia acabar amb l'heretgia dels albigesos amb la pregària i l'exemple, s'hi uní a l'Orde dels Predicadors. El 1216 Domènec el nomenà prior del convent de Tolosa i, poc després l'envià a París, on fundaria el convent de Saint-Jacques, al costat de la Universitat de la Sorbona, en 1217.
En tornar, va fundar altres convents dominics a Montpeller i Avinyó (Valclusa) i fou provincial del sud de França en 1221. A la mort de Domènec, fou el director espiritual de les germanes del monestir de Prouille, destinat a les dones càtares convertides.
Bertran de Garrigues va morir el 18 d'abril de 1230 durant un retir que feia a l'abadia cistercenca de Bouchet (Droma), prop d'Aurenja. Fou enterrat a l'església de l'abadia.

## Veneració
La seva tomba fou objecte de veneració des de la seva mort, convertint-se en un sant popular. En 1870 el bisbe de Valença Francis Guelette va aprovar l'antic culte a l'àmbit de la diòcesi. Els bisbes de París, Tolosa, Marsella, Valença, Nimes i l'Orde dels Predicadors van proposar llavors la beatificació formal a Roma. Lleó XIII autoritzà el 12 de juliol de 1881 el culte oficial al beat a les diòcesis de Nimes i Valença, fixant el 6 de setembre com a data de la festivitat.